# Полуянов, Валерий Григорьевич
Вале́рий Григо́рьевич Полуя́нов (7 февраля 1943 — 9 февраля 2015) — советский футболист, нападающий. Мастер спорта СССР (1969). В составе «Судостроителя» выходил на поле в полуфинальном матче Кубка СССР 1969.

## Игровая карьера
Воспитанник уральского футбола. Выступал в линии нападения «Салюта» (Каменск-Уральский), «Востока» (Усть-Каменогорск) и «Кузбасса» (Кемерово). Перешёл в «Судостроитель» по приглашению начальника «корабелов» Якова Борисова, который три раза приезжал на выездные матчи «Кузбасса». В николаевской команде провёл один сезон 1969 года, в котором «Судостроитель» добился наивысшего результата в розыгрышах Кубка СССР — вышел в полуфинал. Полуянов участвовал во всех семи матчах, забил четыре мяча, причём два из них стали победными. Стал лучшим бомбардиром команды в турнире.
Из-за тяжёлой травмы в 27 лет завершил игровую карьеру. Тренировал любительский «Океан» из Николаева. Работал тренером в ДЮСШ «Колос» Николаевского района.
Инспектировал матчи первенства Украины среди коллективов физической культуры, чемпионата области и города.
Умер 9 февраля 2015 года.

## Семья
Был женат на Полуяновой Маргарите Константиновне. Двое детей, двое внуков.